# Rafael Cerro
Rafael Cerro Ginés (Saucedilla, Cáceres, España; 2 de febrero de 1993) es un torero español en activo.

## Inicios
Nacido en el Hospital Campo Arañuelo pero criado en la vecina Saucedilla, ya desde muy pequeño se interesó por la tauromaquia lo que le llevó a iniciar su formación taurina en la Escuela taurina de Badajoz. Bajo su protección pudo participar en diversos certámenes de promoción, en los que obtuvo resultados prometedores.

## Novillero
- Temporada 2009: La tarde del 13 de octubre, Rafael Cerro representó a la Escuela Taurina de Badajoz en la final de escuelas taurinas celebrada en la Plaza de Toros de Almendralejo (Badajoz) «Coso de Piedad», allí indultó un novillo de la ganadería de los herederos de Bernardino Píriz y cortó 2 orejas, lo que permitió su salida a hombros junto al gaditano David Galván.[5][6]

- Temporada 2010: En mayo logró la Oreja de Oro, el premio al triunfador del II Encuentro Mundial de Escuelas Taurinas que  tuvo lugar en la localidad mexicana de Aguascalientes.[7] Ganó el concurso de novillero sin picadores «Promoción de nuevos valores de la torería» de la Real Maestranza de Sevilla tras cortar 2 orejas en la final, celebrada el 29 de julio, a un novillo de Carlos Núñez.[8][9] Poco después, en agosto, se llevaría el trofeo al mejor novillero del Certamen de Andalucía de las Escuelas Taurinas.[10] Al final de esa temporada, el 1 de octubre, se encerró con éxito, saliendo a hombros, en la plaza de toros de Zafra (Badajoz) con 6 erales de distintas ganaderías.[11][12]

- Temporada 2011: 24 novilladas; 31 orejas y 2 rabos. El 11 de marzo debutó con picadores cortando 2 orejas en Olivenza (Badajoz) en un cartel completado por el pacense El Fini y el madrileño Fernando Adrián con novillos de Bernardino Píriz.[13] Dos meses después, el 1 de mayo, corta 1 oreja en la Monumental de Barcelona[14] y 4 orejas en Jerez de los Caballeros (Badajoz) el 8 de mayo.[15] Siete días después se presenta en la Real Maestranza de Sevilla, donde corta 1 oreja.[16] A finales de este mes, 30 de mayo, aparece en Las Ventas acartelado junto al mexicano Diego Silveti y al sepúlvedano Víctor Barrio con novillos de El Ventorrillo.[17] El 19 de julio corta 1 oreja en la Plaza de toros de Valencia.[18] El 13 de agosto obtiene 2 orejas en Dax (Francia),[19] cinco días después torea en la Real Maestranza de Sevilla. El 19 de septiembre corta 2 orejas en Navalcarnero (Madrid),[20] además corta 10 días después otras 2 orejas en Algemesí (Valencia)[21] y otras 2 más en Guadarrama (Madrid) el 2 de octubre.[22]

- Temporada 2012: 17 novilladas; 19 orejas y 1 rabo. Actuó tres tardes en Sevilla[23] y dos en Madrid con un balance de vuelta al ruedo.[24] El 14 de julio cortó 2 orejas en Ávila, al mes cortó otras 2 orejas en Roa (Burgos), al llegar al hotel se desplomó y tuvo que ser intervenido de urgencia de una rutura de brazo. El 6 de septiembre cortó 1 oreja en Villaseca de la Sagra (Toledo),[25] dos día después cortó 2 orejas en Pozuelo de Alarcón (Madrid).[26] El 16 de septiembre cortó dos orejas en Los Navalmorales (Toledo).

- Temporada 2013: 23 novilladas; 13 orejas y 1 rabo. El 7 de abril en Las Ventas[27] se clasificó para la final del prestigioso Certamen de Novilladas organizado por Canal Plus,[28] este le ganó, siendo gravemente cogido una vez estoqueado el animal, en la final celebrada el 28 de junio también en Las Ventas junto a Tomás Campos y Brandon Campos.[29] El 26 de mayo corta 1 oreja en la Real Maestranza de Sevilla.[30] El 23 de junio tiene que estoquear a cinco toros en Las Ventas en el mano a mano con Sebastián Ritter, debido a que este es corneado por el primero de su lote.[31] El 5 de julio torea en Pamplona[32] y el 27 de octubre en Lima (Perú).[33]

## Matador de Toros
- Temporada 2014: 8 corridas; 17 orejas y 3 rabos. De la mano del maestro José Ortega Cano,[34] el 13 de abril toma la alternativa en Navalmoral de la Mata (Cáceres) con toros de Alcurrucén, donde cortó 4 orejas y 1 rabo, siendo su padrino el francés Sebastián Castella y el testigo el pacense Miguel Ángel Perera.[35][36] El triunfo más importante del diestro llegó el 19 de junio, Día del Corpus, al cortar 2 orejas en la Plaza de toros de Granada, toreando junto a José Tomás, que reaparecía en España, y Finito de Córdoba, esa tarde no salió a hombros por respeto a su compañero de Galapagar que fue herido.[37] Confirma la alternativa en Las Ventas con toros de El Torero el 15 de agosto con el madrileño César Jiménez de padrino y el sevillano Pepe Moral de testigo, recibió ovación y ovación y fue corneado en el muslo izquierdo por el sexto toro antes de ser intervenido en la enfermería.[38]

- Temporada 2015: 4 corridas; 3 orejas. El 24 de mayo torea en Vic Fezensac (Francia).[39] El 1 de junio se estrenó en la Feria de San Isidro junto al salmantino Eduardo Gallo y el colombiano Sebastián Ritter con toros de Partido de Resina.[40] El 10 de agosto conseguiría 3 orejas en Miajadas (Cáceres), lidiando una corrida de Adolfo Martín Andrés.[41]

- Temporada 2016: 3 corridas; 10 orejas. A principios de este año el extremeño pone punto final con José Ortega Cano,[42] y son el torero burgalés Luis Miguel Calvo y el ganadero Antonio Rubio los encargados de dirigir la nueva etapa del diestro.[43] El 7 de mayo ante su gente, en Navalmoral de la Mata (Cáceres), el maestro cortó 7 orejas a seis toros de diferentes ganaderías.[44] Tres meses después, Rafael volvería a los ruedos para cuajar un gran mes de septiembre. Empezaría con tres festivales, el día 3, en Velada (Toledo), donde cortó 2 orejas y rabo a su toro. Cinco días más tarde, en Castuera (Badajoz), donde desorejó a un Jandilla. Y el día 10 en Oropesa (Toledo), cortó 3 orejas a 2 reses de Víctor Huertas. El sábado siguiente, el maestro toreó en la primera corrida de toros que se organizaba en Segurilla (Toledo), fue un mano a mano frente al sevillano Salvador Cortés, Rafael cortó 1 oreja a un Peñajara. Dos días después volvió a un festival, en Casatejada (Cáceres), donde culminó una gran tarde en un mano a mano frente al toledano Eugenio de Mora, cortando un total de 4 orejas y 2 rabos a dos magníficos novillos de Alcurrucén. El diestro terminaría la temporada el día 24 de septiembre en Talavera de la Reina (Toledo), en la Plaza de Toros 'La Otra', junto al madrileño Miguel Abellán y el talaverano Sergio Blasco, ante unos extraordinarios toros de Antonio Bañuelos, a los que cortó 1 oreja con fuerte petición de segunda y 1 oreja con petición de indulto. Para poner la guinda a la temporada, recibía en los I Premios Joselito El Gallo Ciudad de Talavera, el premio a la mejor faena de la temporada 2016 en Talavera de la Reina (Toledo).[45]

- Temporada 2017: 0 corridas; 0 orejas Toreó dos festivales, en Chillón (Ciudad Real), donde paseó los máximos trofeos, y en Velada (Toledo), cortando los dos apéndices a un gran ejemplar de Peñajara.

- Temporada 2018: 1 corrida; 0 orejas. Comenzó la temporada a finales de julio en el festival de Nombela (Toledo) en un mano a mano con Miguel Abellán, cortó tres orejas a novillos de El Freixo. A mediados de agosto fue anunciado en Mombeltrán (Ávila), allí cortó el rabo a un magnífico novillo de La Guadamilla. Casi dos años tuvieron que pasar para verse de nuevo anunciado en una corrida de toros, fue en Méntrida (Toledo) donde escuchó silencio en sus dos toros.[46]

- Temporada 2019: 3 corrida; 3 orejas. El diestro extremeño inicia la temporada con una declaración de intenciones en El Tiemblo (Ávila), donde sale a hombros tras cortar tres orejas a dos notables toros de Peñajara.[47] El 15 de agosto toreó  en la Feria del Toro de Cenicientos (Madrid) junto a Alberto Lamelas y Javier Jiménez con ejemplares de Dolores Aguirre.[48] El 21 de septiembre toreo en Talavera de la Reina (Toledo) dos toros de Alcurrucén junto a Eugenio de Mora y Morenito de Aranda.[49]